# اهتانام (واشینگتن)
اهتانام، واشینگتن (به انگلیسی: Ahtanum, Washington) یک منطقهٔ مسکونی در ایالات متحده آمریکا است که در ایالت واشینگتن واقع شده‌است.

## خصوصیات
اهتانام ۲۵٫۱ کیلومترمربع مساحت و ۳٬۶۰۱ نفر جمعیت دارد و ۳۸۰ متر بالاتر از سطح دریا واقع شده‌است.